# Gudari
Gudari is een stad en “notified area” in het district Rayagada van de Indiase staat Odisha. 

## Demografie
Volgens de Indiase volkstelling van 2001 wonen er 6.843 mensen in Gudari, waarvan 50% mannelijk en 50% vrouwelijk is. De plaats heeft een alfabetiseringsgraad van 60%. 